# Sainte-Cérotte
Sainte-Cérotte è un comune francese di 339 abitanti situato nel dipartimento della Sarthe nella regione dei Paesi della Loira.

## Società

### Evoluzione demografica
Abitanti censiti